# Nigel Dodds
Nigel Alexander Dodds, né le 20 août 1958 à Londonderry, est un avocat nord-irlandais et un homme politique unioniste.

## Biographie
Il est député pour la circonscription électorale de Belfast North et vice-président du Parti unioniste démocrate (DUP) de juin 2008 à 2019. Il a été Lord-maire de Belfast par deux fois et Ministre du Département des Finances dans l'Exécutif d'Irlande du Nord. 
Il a fait partie des principaux membres du Comité de campagne du Parti Vote Leave (parti officiel du Brexit créé pour favoriser le vote pour la sortie du Royaume-Uni de l'Union européenne lors du Référendum sur l'appartenance du Royaume-Uni à l'Union européenne (23 juin 2016).
Nigel Alexander Dodds est créé pair à vie, le 18 septembre 2020, avec le titre de baron Dodds de Duncairn.